# Эз, Франк
Франк Эз (фр. Franck Haise; род. 15 апреля 1971, Мон-Сент-Эльян) — французский футболист, игравший на позиции полузащитника. Главный тренер клуба «Ницца».

## Карьера
В качестве игрока выступал за команды второго (1988/89 — 1993/94, 1995/96—2001/02) и третьего (1994/95, 2002/03) французского дивизионов «Руан» (1988/89 — 1994/95), «Лаваль» (1995/96 — 1996/97, 1999/00 — 2001/02), «Бове» (1997/98 — 1998/99), «Анже» (2002/03 — 2003/04). По ходу сезона 2003/04 перешёл в клуб пятого дивизиона «Майен» из одноимённого города, где стал играющим тренером, а затем начал тренерскую карьеру.
После «Майена» работал в тренировочном центре клуба «Ренн», где, в частности, возглавлял команду игроков до 15 лет, а также, с 2009 года, работал с командой до 17 лет. После шести лет, проведённых в Ренне, вернулся в департамент Майен и с декабря 2012 по июнь 2013 года тренировал команду «Шанже» из одноимённого города. После перешёл в «Лорьян» по приглашению Режиса Ле Бри (который также работал в ТЦ «Ренна»; в 2012 году, уйдя вместе с Эзом, стал директором тренировочного центра «Лорьяна»), возглавив вторую команду клуба, затем входил в тренерские штабы Сильвена Рипполя и Бернара Казони в главной команде, осенью 2016 года в двух матчах чемпионата Лиги 1 исполнял обязанности главного тренера.
С 2017 года — в структуре клуба «Ланс». В сентябре 2017 года возглавил вторую команду, сменив ушедшего в главную команду Эрика Сикору. В феврале 2020 года, после неудачного начала весенней части чемпионата Лиги 2, сменил Филиппа Монтанье в должности главного тренера основной команды. Вскоре сезон был остановлен и досрочно завершён из-за пандемии коронавируса, были утверждены промежуточные результаты, в соответствии с которыми «Ланс» со второго места перешёл в Лигу 1. В октябре 2022 года клуб продлил контракт с Эзом до 2027 года, также тренер стал и генеральным менеджером клуба. В июне 2024 года сменил Франческо Фариоли во главе «Ниццы».